# Tenpyō-shōhō
La Era Tenpyō-shōhō (天平勝宝?) fue una era japonesa (年号 nengō?) posterior a la era Tenpyō-kanpō y anterior a la era Tenpyō-hōji que abarcó del año 749 al 757. el emperador reinante fue Kōken-tennō (孝謙天皇?).

## Cambio de era
- Tenpyō-shōhō gannen (天平勝宝元年?); 749: comienza la nueva era[2] para conmemorar el ascenso de la Emperatriz Kōken.

## Eventos de la eraTenpyō-shōhō
- Tenpyō-shōhō 1 (749): El Emperador Shōmu abdica, por lo que su hija asciende al trono.
- Tenpyō-shōhō 1 (749): La Emperatriz Kōken es entronada el segundo día del séptimo mes de Tenpyō-kanpō gannen.[3]
- Tenpyō-shōhō 4, cuarto mes  752: Se celebra la ceremonia de "apertura de ojos" para conmemorar la finalización de la construcción del "Gran Buda" en el Tōdai-ji en Nara.[4]
- Tenpyō-shōhō 2, primer día del octavo mes (758): en el décimo año del reinado de Kōken-tennō', la emperatriz abdica, recibiendo la sucesión su hijo adoptado.